# Новопечерська школа
Навчально-виховний комплекс "Новопечерська школа" — приватна середня загальноосвітня школа в Києві. Школа позиціонує себе як сучасний навчальний заклад, який навчає учнів за українською державною програмою, вдосконаленою обраними методиками країн світу, і фокусується на розвитку не тільки знань, але й навичок.

## Історія
Школа була побудована в 2014 році на території житлового комплексу “Новопечерські липки” як проєкт громадської спілки "Освіторія" та приклад реформування української освіти. 
Директором школи з 2014 до 2020 року була Ірена Корбабіч-Путко — канадійка українського походження, яка має більш як 20-річний досвід роботи у канадській освітній системі, з них більше 15 років була директором шкіл.
З 2020 року директором школи є Тетяна Сунак, вчитель та адміністратор із довголітнім досвідом роботи в українських і державних школах Онтаріо, Канада.

## Програма навчання
Навчання відбувається згідно з Державним стандартом початкової загальної освіти та Державним стандартом базової і повної загальної середньої освіти з використанням сучасних освітніх методів, форм та технологій. Мови навчання — українська та англійська.

## Blended Program
У 2019 році Новопечерська школа стала першою в Україні, що підписала двосторонній договір із урядом Манітоби про українсько-канадську програму. 
Учні, що вступають на програму, продовжують вчитись за українським державним стандартом, а також за навчальним планом старшої школи Манітоби. Після завершення програми випускники отримують два документи: свідоцтво про повну загальну середню освіту та диплом старшої школи Манітоби.

## Філософія та цінності
Згідно з філософією Новопечерської школи, вона спрямована на підготовку учнів до майбутнього та прагне виховати випускників, які:
- самостійно навчаються протягом всього життя;
- знають свої сильні сторони;
- гнучкі та легко адаптуються до змін;
- мислять рефлексивно, творчо та цілісно, -вміють вирішувати проблеми та приймати відповідальні рішення з чистим сумлінням заради спільного блага;
- піклуються про інших;
- відповідальні громадяни, які діють, керуючись морально-етичними чеснотами;
- бачать у своїй справі сенс, гідність та покликання, поважають права інших та роблять свій внесок у загальне благо[6].

## Участь у реформі освіти України
Новопечерська школа є активною учасницею реформування освіти України. Так, у 2017-2018 роках керівниця початкової школи Марина Пристінська та методистка Інна Большакова брали участь у підготовці тренерів Нової української школи до навчання вчителів початкової школи. Усього було підготовлено 50 тренерів з усіх областей України (по 2 з кожної) та 2 — безпосередньо з Києва. Тренери почали підготовку вчителів початкових класів, що наступного року почали вчити першокласників, нових методик освіти. Таким, як інтегроване навчання, організація класного середовища, проектна та групова робота тощо.
Також учителі та адміністрація школи беруть участь в освітніх онлайн-проєктах, таких, як “Онлайн-курс від учителів початкової школи” (спільно з Міністерством освіти України), “Дія. Цифрова освіта. Цифрові навички для вчителів” (спільно з Міністерством цифрової трансформації України), онлайн-курс для вчителів “Бери й роби”, “Всеукраїнська школа онлайн”. 

## Стипендіальна програма
Щороку Новопечерська школа та ГС “Освіторія” проводять конкурс для талановитих учнів 8-11 класів на безкоштовне навчання в Новопечерській школі. Пройшовши декілька етапів конкурсу, учень отримує грант на навчання протягом року. Наприкінці строку учень може продовжити безкоштовне навчання за умови підтвердження статусу стипендіата (для цього потрібно пройти повторну співбесіду, а також продемонструвати навчальні та соціальні здобутки протягом навчання на програмі).

## Відзнаки і рейтинги
- У 2015 році Новопечерська школа потрапила до переліку 150 найбільш інноваційних шкіл світу за рейтингом Microsoft Showcase Schools, і з того часу щорічно підтверджує цей статус[15][16].